# Slottsviken
Slottsviken (ursprungligen Villa Denninghoff) är en villa i Mölndals kommun, belägen vid Rådasjön mellan Mölndal och Pixbo på Gunnebo slotts forna ägor.
År 1888 förvärvade köpmannen Wilhelm Denninghoff det då omkring 100 år gamla Gunnebo slott. När hans dotter Hilda gifte sig med friherre Carl Sparre 1889 fick hon hela Gunnebo som hemgift, medan Denninghoff byggde villan vid Rådasjön som sommarresidens för sig och makan Jeanna. Villan ritades av Louis Enders och invigdes 1898. Hilda Sparre ärvde egendomen efter moderns död 1922. 1929 tillträdde Maria och Victor Aurell (tidigare föreståndare för Wendelsbergs folkhögskola) som nya arrendatorer till Villa Denninghoff. Samma år startade Aurells pensionat och utvärdshus under namnet Slottsviken. Orsaken till namnbytet var att fam Sparre inte ville att namnet Denninghoff skulle förknippas med en pensionatsrörelse. Paret Aurell döpte då om villan till Slottsviken. Sonen Ingvar Aurell förvärvade sedermera fastigheten och drev verksamheten vidare 1945–1949. 1951 förvärvades Slottsviken av SKF och efter omfattande renoveringar började byggnaden användas för representation 1955. Tyvärr har, under tiden som SKF ägt stället, alla de pampiga kakelugnarna rivits bort. Än idag används byggnaden för representation.
Till Slottsviken hör även det knuttimrade Blockhuset, som mestadels används för utbildning. Paret Aurell lät uppföra Blockhuset under 30-talet.

## Bilder

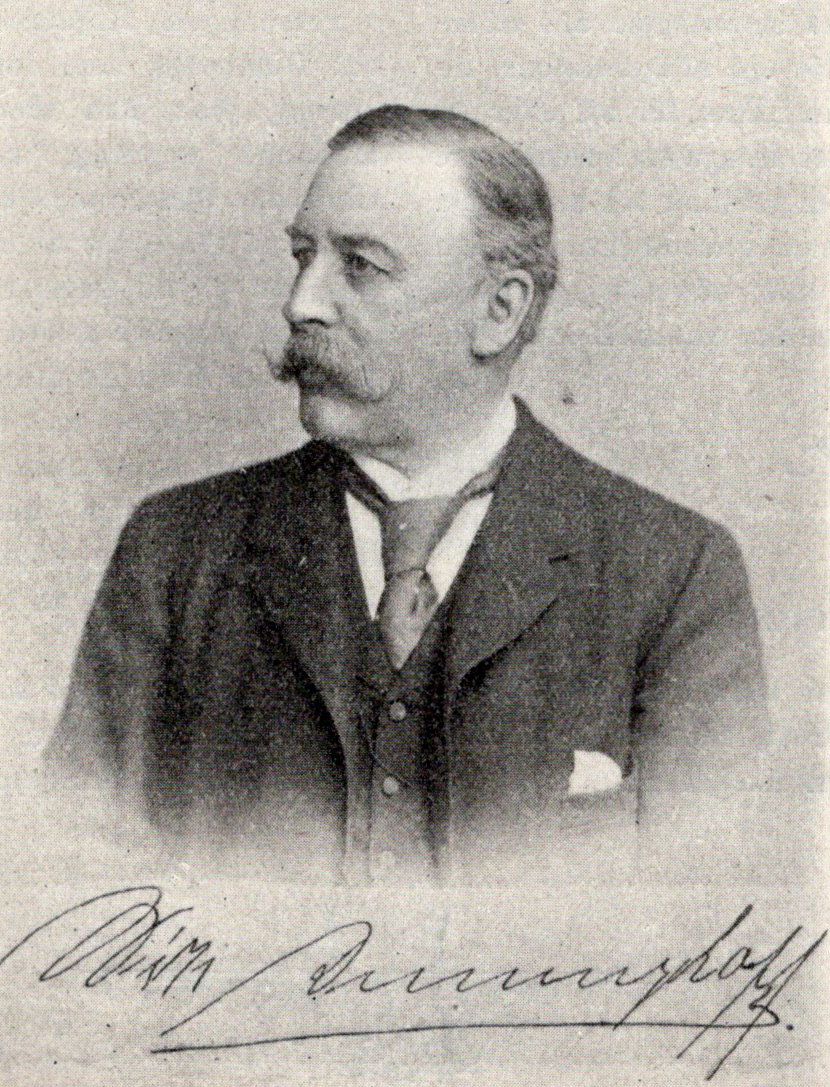
Wilhelm Denninghoff (1832-1905)
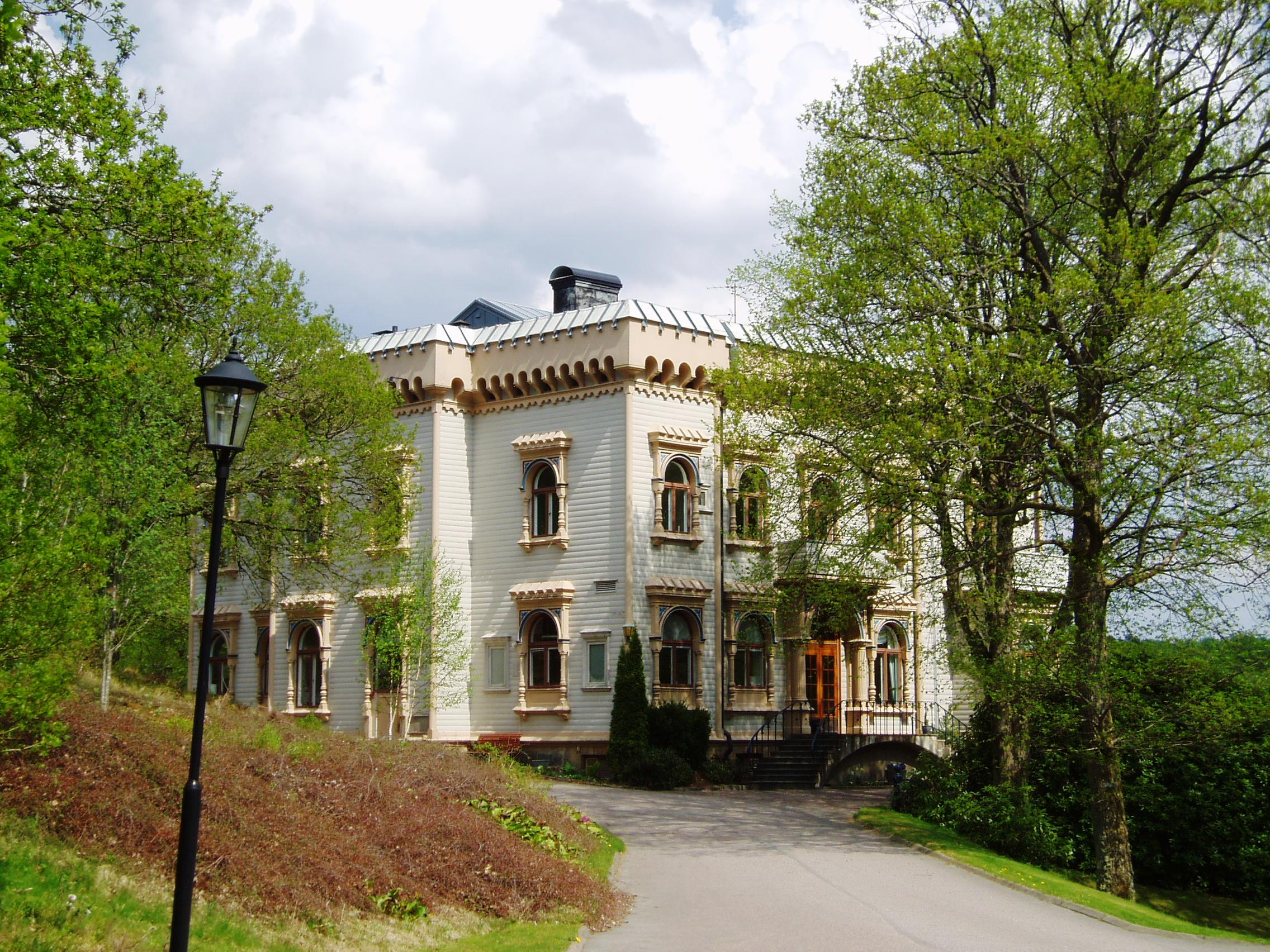
Slottsviken, vy från grinden
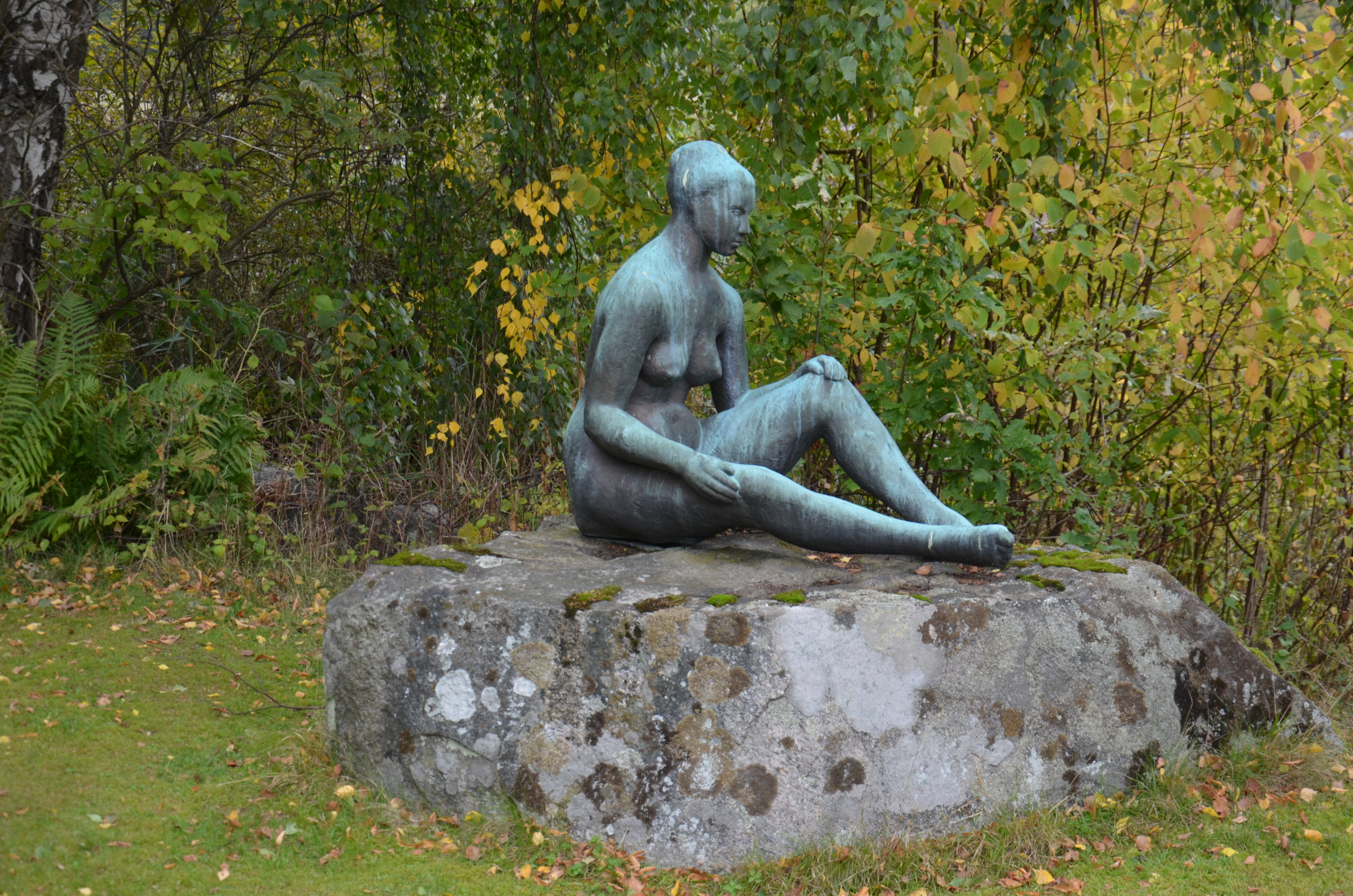
Skulptur i trädgården
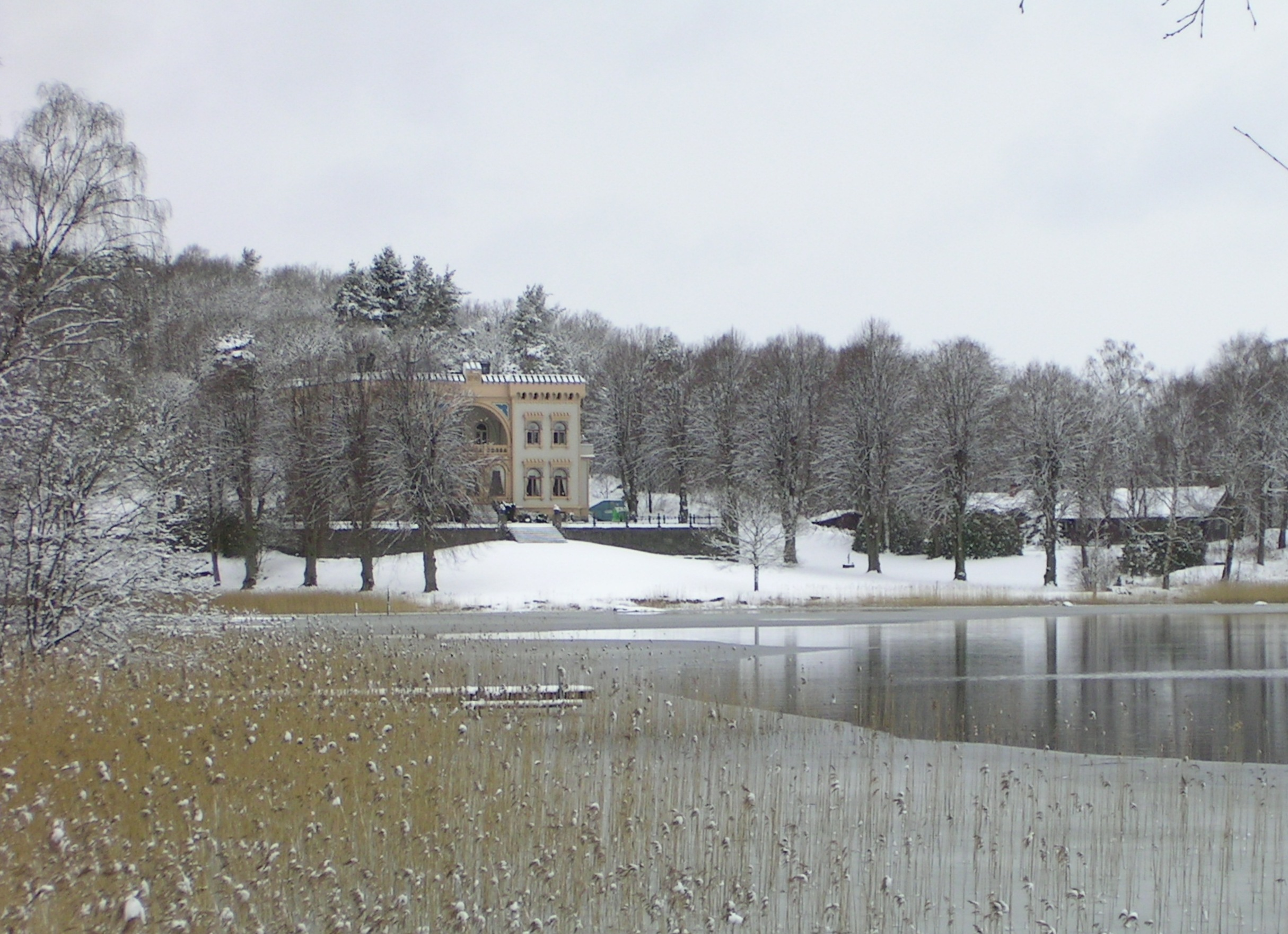
Vinterbild av Slottsviken med Rådasjön i förgrunden